# Отре (Мёрт и Мозель)
Отре́ (фр. Autrey) — коммуна во французском департаменте Мёрт и Мозель, региона Лотарингия. Относится к кантону Везелиз.

## География
Отре расположен в 19 км к востоку от Нанси. Соседние коммуны: Пюллиньи и Пьервиль на севере, Сентре и Вуанемон на юго-востоке, Клере-сюр-Бренон на юге, Удельмон на западе.

## Демография
Население коммуны на 2010 год составляло 174 человека.
| 1962 | 1968 | 1975 | 1982 | 1990 | 1999 | 2010 |
| ---- | ---- | ---- | ---- | ---- | ---- | ---- |
| 144  | 131  | 116  | 118  | 124  | 152  | 174  |